# Ramón Vilanova
Ramón Vilanova i Barrera (Barcelona, 21 de enero de 1801 - Barcelona, 14 de mayo de 1870) fue un compositor y maestro de capilla catalán.

## Biografía
Estudió en Berga, y completó sus estudios musicales con el maestro de capilla de la catedral de Barcelona, Francesc Queralt. En 1829 trabajó en Milán con Piantanida y Bonifacio Asioli. Al volver a Barcelona fue maestro de capilla de la catedral de 1830 a 1833, cuando pasó a dirigir los espectáculos de ópera del Teatro Principal de Valencia. Después regresó a Barcelona, donde se dedicó totalmente a la enseñanza y a la composición.
En el campo de la música religiosa escribió sobre todo misas. Así en 1828 estrenó una Misa pastoral que se presentó en Roma con gran éxito. Es una obra de gran inspiración melódica y de instrumentación original, que alcanzó una gran difusión en todo el siglo XIX. También compuso una Misa para gran orquesta y una Misa llamada del arpa, tres misas de gloria y una Misa de réquiem de Bilbao, dedicada a las víctimas de la Primera Guerra Carlista (1833-1839). También escribió una Pregària de la Verge, para coro, un Tantum ergo, un O salutaris y un gran número  de motetes, letanías, gozos y responsorios. Su obra más notable es su Réquiem de 1845, de grandes dimensiones y estilo severo. También compuso un Caprici para gran orquesta, dos sinfonías y diferentes piezas para piano.
Publicó un método de solfeo y completó el método de composición de Anton Reicha. Discípulos suyos fueron Eduard Domínguez, Josep Teodor Vilar y otros músicos importantes.